# Паласкас, Христос
Христос Паласкас (греч. Χρήστος Παλάσκας; 1788, Мегали Готиста, Эпир — 25 мая 1822 Дракоспилиа, Парнас, Средняя Греция) — греческий военный начала XIX века служивший/воевавший в составе иррегулярных отрядов сулиотов, (греческих) французских и российских частях и капитаном артиллерии в британском 1-м полку греческой лёгкой пехоты, в армии правителя Эпира Али-паши Тепеленского, в качестве офицера в армии Османской империи и в качестве османского коменданта города Ливадия, после чего получил звание тысячника повстанческой армии в Освободительной войне Греции (1821—1829).
В историографии Освободительной войны отмечается главным образом на фоне греческой междуусобицы, вызванной конфронтацией политиков («олигархов») с революционерами («партизанами»). Был вовлечён в интриги, попытке смещения и заговоре против самого известного военачальника Средней Греции — Одиссея Андруцоса (именуемого также «львом Румелии»), в ходе которых и был убит 25 мая 1822 года. Эпизод часто упоминается в историографии Освободительной войны.

## Молодость и начало военной карьеры
Христос Паласкас родился в 1788 году в горном селе Мегали Готиста в 35 км от столицы Эпира города Иоаннина.
Отец, Леонтарис Паласкас, был арматолом региона, дядя Димитриос Паласкас был местным военачальником, имел родственные связи с сулиотским кланом Боцарисов, но согласно Аравантиносу был агентом Али-паши Тепеленского .
Напротив, Д. Фотиадис пишет что и отец Паласкаса и его дядя погибли сражаясь против войск османского правителя Эпира, албанца Али-паши Тепеленского :Β-209.
Сам Христос Паласкас ещё в молодости принял участие боях сулиотов против войск Али паши  Позже он выбрался на счастливо избежавшие турецкой оккупации Ионические острова, где в 1808—1817 годах служил в греческих соединениях, созданных последовательно французами, русскими а затем англичанами в качестве офицера артиллерии.

## На службе у Али-паши
Д. Фотиадис пишет что ни о какой другом османском деятеле, включая всех султанов и начиная с падения Константинополя, не было написано столько работ не только греческими, но и европейскими авторами в целом, как о Али-паше:А-313.
Его амбиции и сепаратистские тенденции росли по мере расширения территории его пашалыка (подконтрольной ему территории). 
Он окружил себя албанцами и греками, при его дворце и в его армии служили греческие военачальники прославившиеся в будущем в Освободительной войне, такие как Одиссей Андруцос и Г. Караискакис и политики/администраторы среди которых тайно действовали гетеристы М. Иконому, А. Нуцос и Г. Туртурис:А-312. 
В новой обстановке Паласкас вернулся в Эпир и поступил на службу к бывшему гонителю сулиотов и его семьи в частности. 
С другой стороны, как пишет Д. Фотиадис, Али Паша часто принимал на свою службу детей своих врагов:Β-209.
Паласкас служил в качестве офицера штабиста при дворе Али паши в Иоаннина, который поручил ему возглавить организацию артиллерии и обучение своей армии в вопросах тактики.
Али-паша вступил в открытую конфронтацию с султаном в августе 1820 года, за 8 месяцев до начала Освободительной войны греков (1821-1829). Хотя конфронтация султана и Али паши завершилась в январе 1822 года смертью последнего:А-313 она объективно спобствовала началу греческого восстания и его успешному развитию, поскольку армии султана (армии 26 пашей) сошлись у стен Иоаннина, а не в Средней Греции и на Пелопоннесе:А-322.
Армия Али-паши оказала сопротивление, что вынудило наместника Пелопоннеса Хуршита-пашу мобилизовать все свои силы и отправится в Эпир в январе 1821 года, за 3 месяца до начала греческого восстания. 
От Али-паши начали уходить его сторонники, включая его сыновей и родственников, а также большинство албанских и греческих военных.
Али-паша только догадывался что греки готовят что-то большое, был уверен что за ними стоят внешние силы и предполагал использовать "тайное начало" (руководство) греков в своих планах. Но случилось обратное – Филики Этерия использовала Али-пашу в своих планах, что Али-паша и признал перед смертью своим криком “ты наказал меня Папарригопулос”:Α-343, признавая тем самым что этот греческий революционер и российский дипломат переиграл его.
Паласкас не дожидаясь смерти Али-паши перешёл в войска султана, где стал офицером штабистом у военачальника Омера-паши Вриони.

## На службе у Омер Вриони
В марте 1821 года разразилась Освободительная война греков, но Паласкас оставался на стороне осман и последовал с Омер Вриони в его походе против южной Греции. Согласно историку Дионисию Коккиносу, эта его позиция объясняется либо первоначальной недооценкой масштабов и значения восстания, либо опасениями о безопасности его семьи, которая осталась в Эпире.

## На стороне осман в “Леонидовых сражениях” повстанцев
23 апреля силы Омер Вриони (9 тысяч человек) подошли к Фермопилам, где на его пути встал Афанасий Дьяк, которого шотландский историк Джордж Финлей именовал «мужем/человеком заслуженно прославившимся за свою отвагу и патриотизм». 
Решение Диакоса принять бой до последнего с многократными силами противника (соотношение сил 1:18) и учитывая место сражения, историки, начиная с современников Диакоса и далее (Ф. Пуквиль, Х. Перревос, С. Трикупис — "Диакос и немногочисленные его соратники осознавали что там погиб Леонид, Г. Г. Гервинус — «Диакос и его соратники принесли в жертву свои жизни, помня о великой исторической сцене где они сражались»)и др. связали последний этап сражения Аламаны с Фермопильским сражением и охарактеризовали Диакоса «Новым Леонидом».
Сразу после самопожертвования Диакоса при Аламане на пути осман встал со своим отрядом в 150 человек Одиссей Андруцос, который остановил осман обороняясь в корчме у Гравьи. Турки встали ожидая свою артиллерию. Воспользовавшись задержкой Андруцос со своим бойцами сумел ночью прорваться из окружения и расположился на горе Хломо́. 
Сюда Омер Вриони и послал Паласкаса в качестве парламентария, пытаясь всевозможными предложениями и обещаниями нейтрализовать Андруцоса и обезопасить свой тыл для дальнейшего продвижения на юг. Однако Паласкас вернулся в турецкий лагерь без результата.
После “Леонидовых сражений” Афанасия Дьяка и Андруцоса Паласкас осознал что начавшаяся война не рядовое греческое восстание каких было много и что клич “Свобода или Смерть” появившийся на знамёнах в полную меру отображал решимость нации.

## Ливадия – доверенное лицо осман и комендант города, спаситель повстанцев в Сурпи
Соединившись с силами Кёсе Мехмета, Омер Вриони продолжил поход, в то время как Андруцос запросил подкрепления с Пелопоннеса. 
Османы подошли к городу Левадия в начале июня, и продолжая попытки обезопасить тылы отправили парламентариев к Андруцосу, на этот раз воеводу Левадии Хаджи Махмуда, обещая забыть прошлое и предоставить Одиссею должности и деньги, если тот убедит жителей покориться. 
Ожидая подкреплений Андруцос затянул переговоры на несколько дней, обещая убедить старейшин. 
Не дождавшись ответа османы 9 июня выдвинулись к городу обещая жителям амнистию и гарантируя “безопаснось жизни, чести и собственности”, но левадиоты отклонили предложение и открыли огонь по сопровождавшим Хаджи Махмуда 500 всадникам, не беря во внимание что у города не было стен и что гражданское население во много раз превышало число повстанцев. 
Они возлагали надежды на Андруцоса, в то время как тот возлагал надежды на подкрепления с юга. 
Жители даже не прислушались к его предложению вывести гражданское население из города ночью. 
Подкрепление под командованием Никитараса задержалось.
10 июня турки ворвались в город и приступили к резне населения.
Были убиты более тысячи жителей и около 2500 обращены в рабство.
Д. Фотиадис пишет что на тот момент это была самая большая катастрофа греков в начальный период войны. Немногочисленные повстанцы забаррикадировались в домах и не сдавались. 
Вриони в (перехваченном повстанцами) письме командующему Хуршиту-паше писал: 
«Победил всех гяуров Левадии. Взяли тысячу голов, множество ушей и носов. До тысячи проклятых забаррикадировались в домах. Мы подожгли их, и чудо, слава Аллаху, поднялся ветер и до трети города сгорело, в том числе запёршиеся в домах, как мыши”:В-78.
Небольшая группа повстанцев с семьями продержалась в малой крепости города десять дней. 
Коккинос пишет что Паласкас предотвратил преждевременную сдачу защитников крепости, опасаясь что турки вырежут сдавшихся. .
В ночь 27 июня бо́льшая часть осаждённых крепости, с женщинами и детьми, потеряв 60 человек, сумели прорваться. 
Оставшиеся не сдавались. Омер Вриони торопился и предоставил им гарантии и разрешил покинуть крепость и город. Гарантии были соблюдены:Β-78.
Тем временем подошедшие с юга греческие силы и отряд Андруцоса (в общей сложности 1200 человек) попытались ночью отбить город, но в силу плохой координации перенесли атаку на следующую ночь. Это позволило туркам определить их позиции и планы. 
Днём 3 тысячи турецких солдат и 600 иррегулярных албанцев обрушились на позиции военачальника Дузинаса. Повстанцы приняли бой, в котором погибли Дузинас и его 30 соратников. 
Подошедший отряд Андруцоса отвлёк турок и положил конец бою. 
Предполагалась повторная ночная атака повстанцев, малая часть которых расположилась в селе Сурпи. 
Но Омер Вриони опередил их. Во главе 5 тысяч солдат и при поддержке сил Кёсе Мехмета он предпринял ночную атаку на опережение против Сурпи. 
Историки один за другим описывают последовавший удивительный эпизод, героем которого стал Паласкас. 
Предвидя неизбежную гибель ещё спящих повстанцев, он заявил Омер Вриони и Кёсе Мехмету что не подобает османским “таким генералам, во главе сильной армии султана подобная тактика против такого слабого противника”, против села где засели немногие клефты и чтобы показать что армия не боится столь незначительного врага надо бить в барабаны, объявляя о своём марше.
Палаская сыграл на амбициях османских командиров, но оказался по своему прав – немногочисленные повстанцы в Сурпи бежали, обязанные своей жизнью уловке Паласкаса.
После окончательного занятия Левадии османами, Паласкас, согласно Н. Спилиадису и Л. Куцоникасу, был назначен одним из двух комендантов Ливадии.
События в Левадии подтверждают тот факт, что Омер Вриони и Кёсе Мехмет, будучи сами албанцами-мусульманами, которые в своём большинстве отождествляли себя с османами, не видели ничего предосудительного в том Паласкас продолжал служить османам и после резни его соплеменников, мятежных православных греков, коих Омер Вриони в своём письме именовал гяурами. 
Назначение Паласкаса комендантом города было подтверждением их доверия.

## Переход к повстанцам
В конце июля 1821 года, Паласкас осуществил контакты с посланником Андруцоса, с целью повторного занятия Левадии греческими повстанцами. 
Согласно Коккиносу, в ходе атаки повстанцев на город, Паласкас не только направлял их, но содействовал сдаче осман на позиции Ора (Ώρα). 
После событий в Левадии, 2 августа, вместе с 40 своими подчинёнными греками Паласкас официально перешёл в ряды повстанцев и направился к прибрежному городку Галаксиди. 
Здесь состоялись его переговоры с политиками Александром Маврокордатосом и Александром Кантакузеном. Он информировал их о своих намерениях направиться в Эпир с тем чтобы освободить свою пленённую османами семью. Паласкас информировал их что несколькими днями раннее он отказался от “щедрого предложения” Андруцоса совместной деятельности на востоке Румелии (как турки именовали Среднюю Грецию, от рум/грек/византиец), но политики убедили его остаться на восставших/освобождённых территория.
Эпизод свидетельствует о том что Паласкас был в курсе растущей конфронтации политиков/олигархии с военачальниками. Д. Фотиадис пишет что главными своими врагами политиканы и олигархи считали Т. Колокотрониса, Дмитрия Ипсиланти и Андруцоса:Β-203.
Окончательный переход Паласкаса в лагерь повстанцев Омер Вриони и Кёсе Мехмет сочли большой потерей, поскольку Паласкас оказывал большое влияние на “умеренных” (не присоединившихся к восстанию) военачальников и “знати” (προκρίτους) восточной Средней Греции и считался османами хорошим посредником в потенциальных переговорах с целью возвращения под власть султана восставших территорий.
Чуть позже Паласкас соединился со своей семьёй, которая к этому времени была освобождена.
В марте 1822 года, получив от временного правительства звание тысячника, Паласкас прибыл в Коринф где располагалось временное правительство восставшей/возраждающейся Греции (Προσωρινή Διοίκησις της Ελλάδος).

## Вовлечение в греческую междоусобицу и смерть
Между тем конфронтация политиков-военачальников вступила в новую фазу.
В марте 1822 года «Каломира» и другие корабли судовладельца Висвизиса приняли участие в высадке в Стилисе отрядов Дмитрия Ипсиланти, Андруцоса и Никитараса, поставивших себе целью перекрыть путь войскам Драмали-паши в Среднюю Грецию.
Висвизис оказался в центре политического заговора когда политики из временной администрации Средней Греции, носившей громкое имя «Ариос Пагос» (Ареопаг), прибыли на борт «Каломиры». Андруцос, успешно отбивавший атаки 18-тысячного турецкого корпуса в Агиа Марина, был приглашён политиками на борт «Каломиры», на совещание. Висвизису было предложено принять участие в его убийстве, но он не просто отказался, но заявил что накажет любого кто попытается это сделать:Β-207. 
Последовавшая через несколько дней смерть Висвизиса в бою, для многих историков (Фотиадис, К.Пападопулос, Спилиадис) и многих его современников, есть результат греческой, а не турецкой пули:Β-208. 
К. Пападопулос уверен в этом и считает, что действия временной администрации по отношению к вдове погибшего, его семье и кораблю, связаны с этими событиями и подтверждают его оценку.
Андруцос отошёл к селу Дракоспилиа, откуда послал/вернул Ареопагу высланный ему диплом тысячника. 
В апреле 1822 года Паласкас был послан в восточную Среднюю Грецию в качестве сопровождающего Алексия Нуцоса, задачей которого было убедить Дмитрия Ипсиланти вернуться на Пелопоннес и подготовить почву для низложения Андруцоса с поста командующего повстанцам восточной Средней Греции, поскольку он находился в открытом противостоянии с Ареопагом. 
В ходе этой миссии Паласкас встретился лично с самим Андруцосом в лагере в Дракоспилиа.
В середине мая Нуцис-Паласкас были в очередной раз посланы в Румелию с малым отрядом в 30  или 50 бойцов. 
Паласкас в качестве замены Андруцоса – который (формально) заявил о своей отставке, но не был намерен передать командование своими войсками в регионе- а Нуцос в качестве политического начальника восточной Средней Греции, на которого также были возложены и военные обязанности. 
Посланники имели при себе приказы правительства предписывавшие Андруцосу предстать в Коринфе для дачи объяснений . 
Согласно Михаилу Иконому и Николаосу Спилиадису, приказы предписывали арест или даже убийство Андруцоса в случае если он откажется подчиниться. 
Напротив, Спиридон Трикупис считает эти приказы ложными слухами, которые переданные Андруцосу и вызвали его гнев.
14 мая посланники прибыли в Дистомо где распустили местный гарнизон, состоявший из бойцов Андруцоса, и организовали новый гарнизон укомплектованный их людьми. 
После чего направились в Стилис где вели переговоры с Дмитрием Ипсиланти. Ипсиланти рекоммендовал им во избежание опасности подвергнуться гневу Андруцоса направится к городку Ипати который контролировали войска Никитараса. 
Однако по инициативе Нуцоса они направились в Дракоспилиа, в лагерь Андруцоса.
Согласно одной из версий, первоначально они запросили встречу с Андруцосом в селе Амфиклия, который однако зная  о целях миссии не появился опасаясь сопровождающего миссию военного отряда. 
После чего и несмотря на то что через посланника Нуцос-Паласкас объявили Андруцосу что направятся Мессолонгион, на следующий день они направились к Дракоспилиа.
25 мая, на подходе к лагерю в Дракоспилиа они были окружены бойцами Андруцоса и после краковременной осады в храме Св Георгия сдались и были перевезены в лагерь. 
Там в лагере Андруцос зачитал найденные при них документы и по его предложению посланники Нуцос-Паласкас были убиты. 
Некоторые историки пишут что Паласкас опасался Андруцоса и не считал целесообразной поездку в Дракоспилиа, но Нуцос не прислушивался к его аргументам.
После убийства Нуцоса-Паласкаса временное правительство объявило награду за голову Андруцоса в 5 тысяч турецких грошей, а епископ Андрусии Иосиф предал анафеме Андруцоса и всех его бойцов. 
Андруцос уединился в пещере на Парнасе, в то время как армия Драмали-паши прошла через Румелию в Пелопоннес не подвергнувшись даже обстрелу и единым выстрелом:Β-211.

## Оценки события
Коккинос, Макрияннис, Филимон признают Паласкаса как опытного офицера, но непригодного для замены Андруцоса. В особенности когда в первые месяцы восстания он ещё продолжал служить в османской армии. Коккинос добавляет и моральную сторону вопроса, поскольку Андруцос в прошлом был весьма дружелюбен по отношению к Паласкасу. 
С другой стороны благосколонность как Нуцоса так и Паласкаса к Андруцоса была велика: первый дважды спас его когда «Али-паша в Иоаннина был готов повесить его». Паласкас, согласно Сурмелису, Филимону и Анниносу в начале войны информировал его о планах Омер-паши, как при Гравье, так и в другом случае.
Часть историков представляет оценку военачальника И. Макриянниса что смерть Паласкаса-Нуцоса была вызвана действиями политика И. Колеттиса, преследовавшего свои цели. 
Также получило распространение утверждение что в случае с Паласкасом Колеттис ставил своей целью сделать своей любовницей жену Паласкаса, что и случилось после его смерти.

## Семья
У Христоса Паласкаса с его супругой Марией было двое детей: 
- Антуса Рузу ( Anthoussa de Roujoux), в будущем супруга французского дипломата Alexandre Louis Joseph de Roujoux
- Леонидас Паласкас (1819-1880) будущий морской офицер оставивший заметный вклад в истории ВМФ Греции, главным образом в подгтовке личного состава флота (его именем назван лагерь начальной подготовки личного состава греческого флота), в дальнейшем писатель и политик[24].

Внуком от дочери был французский дипломат Jules-Constant-Jean de Roujoux 
Племянником Христосу Паласкасу приходился участник Освободительной войны Георгиос Паласкас.

## Внешние ссылки
- Open Archives: Παλάσκας Χρήστος - Palaskas Christos.
- Αρχεία της Ελληνικής Παλιγγενεσίας.
- ioa.epcon.gr: Νίκος Υφαντής - Η χώρα της Ηπείρου και η προσφορά της στον Ελληνισμό.
- Μικρός Ρωμηός: Η Ανθούσα Παλάσκα Ροζού.